# Archieparquía de Mosul y Aqrah
La archieparquía de Mosul y Aqrah (en latín: Archieparchia Mausiliensis et Akrensis) es una circunscripción eclesiástica de la Iglesia católica en Irak. Se trata de una archieparquía caldea inmediatamente sujeta al patriarcado de Bagdad de los caldeos. Desde el 22 de diciembre de 2018 su archieparca es Najib Mikhael Moussa, de la Orden de Predicadores.

## Territorio y organización
La archieparquía extiende su jurisdicción sobre los fieles católicos de rito caldeo residentes en parte de la gobernación de Nínive. La archieparquía se encuentra dentro del territorio propio del patriarcado de Bagdad de los caldeos.
La sede de la archieparquía se encuentra en la ciudad de Mosul, en donde se halla la Catedral de la Virgen María. En Aqrah se encuentra la excatedral de Santa María (Mariam al Adra cathedral).
En 2021 en la archieparquía existían 9 parroquias, entre ellas existían en Mosul antes de la invasión de ISIS:
- San Miskenta el Mártir, en Al Mayasa
- San Isaías, en Ras Al Koor
- San Pablo, en Hai Al-Majmou'a
- Nuestra Madre del Perpetuo Socorro, en Dawasa
- San José, en Al-Mayda
- Iglesia de la Virgen María, en Al-Dargazliya
- San Efraín, en Mousal Al-Jadida
- Sagrado Corazón, en Tel Keppe
- San Addai, en Karamles

## Historia
Antes de la llegada del cristianismo la actual Mosul era denominada Nourdachir. El cristianismo llegó a la ciudad en los siglos III y IV y fue denominada por los escribas eclesiásticos como villa de Hebreos. La comunidad cristiana se unió al nestorianismo desde el siglo V al convertirse en parte de la Iglesia del Oriente. Esta comunidad dependía originalmente de la diócesis nestoriana de Nínive, en la provincia eclesiástica de Adiabene, que tenía a Arbela (actual Erbil) como su sede metropolitana.
Después de la conquista árabe musulmana de la región (entre 637 y 641), la ciudad de Mosul creció en importancia hasta el punto de que durante el patriarcado de Timoteo I (circa 780-823), la sede metropolitana se trasladó de Arbela a Mosul y tomó el nombre de metropolitanato de Mosul y Aššur (Athur o Asiria). A partir de 790 se conocen los nombres de unos quince metropolitanos de Mosul y Aššur, hasta principios del siglo XIV. En el siglo XIII Mosul fue capturada por los mongoles y destruida circa 1260 por la lucha entre mongoles y mamelucos. Durante el tiempo de decadencia nestoriana, devino en diócesis dependiente de Arbela. Más tarde, desde 1344 a 1491, Mosul se convirtió sede residencial de los patriarcas nestorianos, que residían en el monasterio Rabban Hormizd, cerca de Alqosh, a 50 km al norte de Mosul. En 1508 fue conquistada por el Imperio safávida y en 1538 por el Imperio otomano.
El cisma de la Iglesia del Oriente de 1552 comenzó con un sínodo reunido en Mosul. El 20 de abril de 1553 con la bula Divina disponente clementia el papa Julio III reconoció como patriarca a Simón VIII (Yohannan Sulaqa) y la archieparquía católica de Babilonia quedó establecida como título del nuevo patriarca caldeo de Mosul y Athur, quien no llegó a establecerse en Mosul porque fue asesinado en Amida (actual Diyarbakır) y el catolicismo no pudo establecerse en la ciudad. Esta línea patriarcal católica (línea Simón) se interrumpió en 1672 cuando Simón XIII Dinkha retornó a la doxa cristiana difisita y en 1692 movió su sede a la villa de Qodshanes en el Kurdistán, año en que formalmente rompió la comunión con la Santa Sede de Roma.
En la primera mitad del siglo XIX el patriarcado nestoriano de Mosul se unió al catolicismo y en 1781 Yukhannan Hormizd fue preconizado como arzobispo de Mosul. El 5 de julio de 1830 Yukhannan Hormizd fue reconocido por la Santa Sede como patriarca de Babilonia de los caldeos. Bagdad fue, de hecho, el sitio histórico de los patriarcas de la Iglesia del Oriente desde la segunda mitad del siglo VIII hasta finales del siglo XIII cuando, debido a la destrucción de la ciudad por los mongoles, los patriarcas trasladaron su sede al norte montañoso de Mesopotamia, conservando siempre el título de arzobispos de Bagdad o Babilonia. Hormizd fijó la residencia patriarcal en Mosul y los patriarcas tuvieron desde entonces en la ciudad un vicario patriarcal general para los asuntos del patriarcado, que era un obispo titular. En 1870 fue creado en Mosul el seminario patriarcal.
Desde ese momento los patriarcas gobernaron las dos sedes unidas de Mosul y Bagdad a través de vicarios patriarcales, ya que el patriarca consideraba a Mosul como su sede secundaria y se reservaba su administración a perpetuidad. Tenía tres residencias: una en Mosul (habitual), una en Tel Keppe y la otra en Alqosh. La mayoría de los católicos caldeos estaban en la región de Mosul. En 1896 la archieparquía de Mosul, con las aldeas dependientes de ella, tenía 23 700 fieles caldeos, con 2 parroquias en la ciudad y otras 9 fuera de ella (5 iglesias en Mosul y 13 fuera de ella), 45 sacerdotes seculares y 26 sacerdotes regulares de la Orden Antoniana de San Ormisda de los caldeos, los que tenían 2 conventos cerca de Alqosh y un tercero bajo el nombre de San Jorge cerca de Mosul. También había 7 capillas o antiguos monasterios deshabitados en Mosul y otros 6 fuera de la ciudad. Las villas dependientes de la archieparquía eran: Tel Keppe, Tesqopa, Batnaya, Alqosh, Baqofah, Karamlech, Nesseria, Pioz y Bandwaya. En 1913 los fieles de la archieparquía sumaban 32 000, con 45 sacerdotes y 22 iglesias. En Mosul había 4500 caldeos, 2 parroquias, 8 iglesias, 5 capillas, 5 escuelas de niños y 2 de niñas, 15 sacerdotes, un seminario patriarcal y una imprenta (desde 1865). Dependían de Mosul las villas de Alqosh (7000 fieles, 3 iglesias, 6 sacerdotes y 2 escuelas), Tel Keppe (8000 fieles, 7 sacerdotes, 3 iglesias y 2 escuelas), Batnaya (2500 fieles, 3 sacerdotes, 1 iglesia y 2 escuelas), Baqofah (1500 fieles, 3 sacerdotes, 2 iglesias y 1 escuela), Tesqopa (3500 fieles, 5 sacerdotes, 2 iglesias y 2 escuelas), Karamlech (4000 fieles, 3 sacerdotes, 1 iglesia y 2 escuelas), Bandwaya (100 fieles, 1 sacerdote y una capilla), Pioz (100 fieles, 1 sacerdote y una iglesia), Nesseria (700 fieles, 1 sacerdote, 1 iglesia y 1 escuela). 
En 1918 Mosul fue conquistada por los británicos y a partir de 1932 volvió a gobierno musulmán con la independencia de Irak.
En 1947 el patriarca trasladó su cuartel general a Bagdad. Por esta razón, con la transferencia de la sede, la eparquía de Mosul de los caldeos se estableció canónicamente el 24 de octubre de 1960 mediante la bula Amoris Nostri del papa Juan XXIII, separando el territorio de la archieparquía patriarcal de Bagdad.

A Babylonensi Chaldaeorum patriarchali dioecesi territoria civilium praefecturarum distrahi placet vulgo Mossul, TePafr, Sinjar et Al-Hadr, quibus nova efficiatur dioecesis, Mausiliensis Chaldaeorum appellanda, cuius fines hi erunt: ad septentrionem, dioecesis Zakho, Alcosh, Aqra, flumen « Khazer » usque ad « Grand Zab » ; ad orientem solem, flumen « Grand Zab » usque ad Tigrim, pars occidentalis loci « Makhmour » usque dum « Petit Zabo » flumen cum Tigri miscetur; ad meridiem, provinciae Babylonensis, Mausiliensis, vicus « Baiji », provinciae « Dulaim-Mossul » usque ad fines syro-iraquenos; ad occidentem denique solem, fines syro-iraqueni usque ad « Zakho ». Episcopi Mausiliensis Chaldaeorum Sedes in urbe erit vulgo Mossul.

El 14 de febrero de 1967 la eparquía de Mosul fue elevada al rango de archieparquía.
La catedral fue blanco de una bomba el 7 de diciembre de 2004, que la dañó gravemente. La residencia del obispo era un moderno edificio de dos pisos a 10 km de la catedral, inaugurado en 1995 y también destruido el 12 de agosto de 1995 por cinco asaltantes que lo saquearon y lo explotaron con dinamita.
El 29 de febrero de 2008 el archieparca Paulos Faraj Rahho fue secuestrado por un grupo de hombres armados cuando salía de la iglesia del Espíritu Santo, poco después de la celebración del ejercicio piadoso del Vía Crucis. Después de las negociaciones para su liberación, el 13 de marzo de 2008 el obispo fue encontrado muerto, enterrado cerca de Mosul.
En julio de 2014 los jihadistas del autoproclamado "califa" Abu Bakr al-Baghdadi (del luego Estado Islámico) conquistaron Mosul obligando a la población cristiana caldea a huir en dirección a Kurdistán iraquí. Según el testimonio del patriarca sirio-católico Ignacio José III Younan, los cristianos se vieron obligados a convertirse al islam o a abandonar inmediatamente la ciudad. El 9 de julio de 2017 el Gobierno iraquí completó la liberación de la ciudad de Mosul y los cristianos pudieron comenzar a regresar.
El 22 de diciembre de 2018 la eparquía de Aqrah fue suprimida y unida a la archieparquía de Mosul, que al mismo tiempo asumió su nombre actual. Najib Mikhael Moussa, O.P. fue confirmado como archieparca de Mosul y Aqrah.

## Estadísticas
Según el Anuario Pontificio 2022 la archieparquía tenía a fines de 2021 un total de 3950 fieles bautizados.
| Año                                                                             | Población            | Población | Población      | Sacerdotes | Sacerdotes    | Sacerdotes    | Bautizados por sacerdote | Diáconos permanentes | Religiosos | Religiosos | Parroquias |
| Año                                                                             | Bautizados católicos | Total     | % de católicos | Total      | Clero secular | Clero regular | Bautizados por sacerdote | Diáconos permanentes | Varones    | Mujeres    | Parroquias |
| ------------------------------------------------------------------------------- | -------------------- | --------- | -------------- | ---------- | ------------- | ------------- | ------------------------ | -------------------- | ---------- | ---------- | ---------- |
| Archieparquía de Mosul                                                          |                      |           |                |            |               |               |                          |                      |            |            |            |
| 1969                                                                            | 17 000               | 600 000   | 2.8            | 27         | 17            | 10            | 629                      |                      | 14         | 85         | 6          |
| 1980                                                                            | 18 500               | ?         | ?              | 14         | 12            | 2             | 1321                     |                      | 3          | 4          | 7          |
| 1990                                                                            | 19 850               | ?         | ?              | 19         | 17            | 2             | 1044                     |                      | 4          | 75         | 9          |
| 1999                                                                            | 20 000               | ?         | ?              | 16         | 12            | 4             | 1250                     | 2                    | 4          | 2          | 9          |
| 2000                                                                            | 20 000               | ?         | ?              | 17         | 13            | 4             | 1176                     | 2                    | 5          | 6          | 11         |
| 2001                                                                            | 20 500               | ?         | ?              | 16         | 12            | 4             | 1281                     | 2                    | 4          | 2          | 11         |
| 2002                                                                            | 21 105               | ?         | ?              | 16         | 12            | 4             | 1319                     | 1                    | 4          | 2          | 11         |
| 2003                                                                            | 50 000               | ?         | ?              | 14         | 12            | 2             | 3571                     | 1                    | 2          | 2          | 10         |
| 2004                                                                            | 20 600               | ?         | ?              | 14         | 10            | 4             | 1471                     | 1                    | 6          |            | 10         |
| 2009                                                                            | 16 815               | ?         | ?              | 14         | 8             | 6             | 1201                     |                      | 9          | 11         | 13         |
| 2013                                                                            | 14 100               | ?         | ?              | 8          | 7             | 1             | 1762                     | 1                    | 2          | 2          | 9          |
| 2016                                                                            | 14 100               | ?         | ?              | 8          | 6             | 2             | 1762                     | 1                    | 3          | 2          | 15         |
| 2019                                                                            | 5000                 |           |                | 13         | 13            |               | 384                      |                      | 1          | 6          | 7          |
| Archieparquía de Mosul y Aqrah                                                  |                      |           |                |            |               |               |                          |                      |            |            |            |
| 2021                                                                            | 3950                 | ?         | ?              | 13         | 13            |               | 303                      |                      | 1          | 2          | 9          |
| Fuente: Catholic-Hierarchy, que a su vez toma los datos del Anuario Pontificio. |                      |           |                |            |               |               |                          |                      |            |            |            |

## Episcopologio

### Archieparquía de Mosul
- Emmanuel Daddi † (27 de junio de 1960-11 de enero de 1980 falleció)
- Georges F. Garmou † (23 de abril de 1980-9 de septiembre de 1999 falleció)
- Paulos Faraj Rahho † (12 de enero de 2001-marzo de 2008 falleció)
- Amel Shamon Nona (13 de noviembre de 2009-15 de enero de 2015 nombrado archieparca a título personal, de Santo Tomás el Apóstol en Sídney)
  - Sede vacante (2015-2018)

### Archieparquía de Mosul y Aqrah
- Najib Mikhael Moussa, O.P., desde el 22 de diciembre de 2018